# François Letexier
François Letexier (født 23. april 1989) er en fransk fodbolddommer der dømmer kampe i den franske fodboldliga Ligue 1. Han har været en FIFA dommer siden 2017 og er rangeret som en UEFA elite kategoriseret dommer.

## Karriere
I 2016 begyndte Letexier at dømme i Ligue 1. Hans første kamp som dommer var den 23. januar 2016 mellem Montpellier og Caen. I 2017 blev han opført på FIFA's dommerliste. Han dømte sin første internationale seniorkamp den 23. marts 2018 mellem Bulgarien og Bosnien-Hercegovina.
I april 2019 dømte han UEFA Youth League-finalen i 2019 mellem Porto og Chelsea.
Den 20. maj 2021 dømte han Coupe de France-finalen i 2021 mellem Monaco og Paris Saint-Germain.
Den 26. maj 2021 dømte han som VAR i UEFA Europa League-finalen i 2021 mellem Villarreal og Manchester United. Han dømte tre kampe i UEFA U21 EM i 2021 (inklusive kvartfinalen mellem Portugal og Italien).
Den 20. august 2022 dømte Letexier Ligue 2-kampen mellem Saint-Étienne og Le Havre, hvor han uddelte fire røde kort til tre af Saint-Etiennes spillere: Anthony Briançon, Mathieu Cafaro og Etienne Green, samt et medlem af Saint-Etiennes stab.
Den 24. oktober 2022 var Letexier genstand for kontrovers under Ligue 1-kampen mellem Nice og Nantes. I det 19. minut dømte han ikke straffespark til Nantes, da bolden ramte begge Mattia Vitis arme. Mod slutningen af kampen dømte han et kontroversielt straffespark til Nice, da bolden ramte Jean-Charles Castellettos arm. Letexier viste røde kort til Nantes' Kader Bamba og deres målmand Alban Lafont (som fik et andet gult kort efter kampens afslutning). Dage senere, efter at have modtaget dødstrusler på sociale medier, forsvarede Letexier sine beslutninger i et interview med L'Équipe.
Den 16. august 2023 var han dommer for UEFA Super Cup 2023 mellem Manchester City og Sevilla.
Den 9. april 2024 dømte han den første kamp i UEFA Champions League-kvartfinalen mellem Real Madrid og Manchester City på Santiago Bernabéu Stadion, som endte 3-3.
I samme måned blev Letexier udtaget til at dømme ved de olympiske fodboldturneringer for mænd i Paris. Uger senere blev han også udtaget til at dømme ved UEFA Euro 2024 i Tyskland.
I maj 2024 dømte han den olympiske interkontinentale slutspilskamp mellem Indonesien og Guinea, hvilket kvalificerede sidstnævnte til OL for første gang siden 1968. Han udviste også Indonesiens daværende træner Shin Tae-yong, som var uenig med Letexiers beslutning om at tildele Guinea en anden straffesparksdom.
Samme måned blev han udpeget af UEFA som fjerdedommer til UEFA Champions League-finalen mellem Borussia Dortmund og Real Madrid.  Han dømte også Coupe de France-finalen i 2024 mellem Lyon og Paris Saint-Germain.
Han blev også senere rekrutteret til UEFA Euro 2024-turneringen og dømte to gruppekampe mellem Kroatien og Albanien (Gruppe B) og mellem Danmark og Serbien (Gruppe C), og derefter dømte han én kamp i ottendedelsfinalen mellem Spanien og Georgien. Letexier blev derefter yderligere udtaget den 11. juli 2024 til at dømme UEFA Euro 2024-finalen mellem Spanien og England den 14. juli 2024. I en alder af 35 år blev Letexier den yngste dommer til at stå i spidsen for en UEFA Euro-finale og slog dermed den tidligere rekord for den svenske dommer Anders Frisk, der var 37 år gammel, da han dømte UEFA Euro 2000-finalen.
Blot 10 dage efter EM-finalen i 2024 blev Letexier tildelt den første runde af Gruppe D-kampen mellem Japan og Paraguay ved Sommer-OL 2024.
Den 27. oktober 2024 var Letexier i centrum for opmærksomheden under Ligue 1-kampen mellem Marseille og Paris Saint-Germain, da han udviste Marseilles Amine Harit for sin forseelse mod PSGs Marquinhos. Da Letexiers beslutning om at udvise Harit forårsagede kritik online, hvor nogle sagde, at den blev anset for hård, forsvarede Letexier sin handling, da han udtalte sig til DAZN efter kampen og forklarede, at han følte, at Harits handling satte Marquinhos' fysiske integritet i fare.
Letexier er blevet tildelt titlen som verdens bedste mandlige dommer i 2024 af The International Federation of Football History & Statistics.
Året efter blev Letexier udtaget til at dømme ved FIFA Club World Cup i 2025 i USA. I april 2025 dømte han den anden kamp i Champions League-kvartfinalen mellem Real Madrid og Arsenal.

## Privatliv
Han er gift og har en søn (født omkring 2021). Han arbejder også som foged.